# Miscodera
Miscodera is een geslacht van kevers uit de familie van de loopkevers (Carabidae). De wetenschappelijke naam van het geslacht is voor het eerst geldig gepubliceerd in 1830 door Eschschohtz.

## Soorten
Het geslacht Miscodera is monotypisch en omvat slechts de volgende soort:
- Miscodera arctica Paykull, 1798